# NGC 6108
NGC 6108 este o liner situată în constelația Coroana Boreală. A fost descoperită în 10 iulie 1880 de către Édouard Stephan⁠(d). Se află la o distanță de 133,69 de megaparseci de Pământ.